# ویکی‌پدیای ناپولی
ویکی‌پدیای ناپلی نسخه ناپولی وب‌گاه ویکی‌پدیا است.  زبان ناپولی تا ۲۵ اوت ۲۰۱۱ بابیش‌از ۱۳،۹۰۰ مقاله در رده نودوپنجم ویکی‌پدیاها قرار گرفته‌است.